# Święty Tomasz na nowo odczytany
Święty Tomasz na nowo odczytany – książka Stefana Swieżawskiego wydana po raz pierwszy w 1983 roku przez Społeczny Instytut Wydawniczy Znak, po raz drugi i trzeci kolejno w 1995 i 2002 roku przez wydawnictwo W drodze, zawierająca zbiór wystąpień konferencyjnych na temat filozofii św. Tomasza z Akwinu wygłoszonych przez autora w Laskach oraz zapis długiej rozmowy przeprowadzonej z autorem przez Annę Karoń-Ostrowską i Zbigniewa Nosowskiego. W kolejnych rozdziałach profesor Swieżawski w zwięzły sposób przedstawia zarys myśli Akwinaty, analizuje kluczowe punkty jego doktryny, kładąc szczególny nacisk na metafizykę i problematykę teologiczną.